# 黒い兄弟
『黒い兄弟』（くろいきょうだい、独: Die Schwarzen Brüder）は、ドイツ出身でナチス時代にスイスに亡命したリザ・テツナー（Lisa Tetzner）の著作名、またそこに登場する煙突掃除夫の少年達の結社名。19世紀のスイス・イタリアを舞台に少年売買や少年労働の苛酷さを描く。
主人公ジョルジョは、スイスのソノーニョ村から貧しさのため煙突掃除夫としてミラノに売られる。そこで出会った仲間の煙突掃除夫達と同盟「黒い兄弟」を結成し、困難を乗り越えていく。「ロミオの青い空」というタイトルでアニメ化もされたが、こちらは小説とは大きく内容が異なっている。